# آنابلا (خواننده فرانسوی)
آنابلا (فرانسوی: Annabelle‎؛ زادهٔ ۲۶ ژوئیهٔ ۱۹۶۷) خواننده و هنرپیشه اهل فرانسه است. وی بین سال‌های ۱۹۸۷ تا ۲۰۰۰ میلادی فعالیت می‌کرد. او دختر مارسل مولودجی هنرپیشه و خواننده فرانسوی است.